# Superóxido dismutasa
La enzima superóxido dismutasa (SOD), antiguamente  hemocupreína y eritrocupreína, cataliza la dismutación de superóxido en oxígeno y peróxido de hidrógeno. Debido a esto es una importante defensa antioxidante en la mayoría de las células expuestas al oxígeno.
Una de las excepciones se da en Lactobacillus plantarum y en lactobacilli relacionados que poseen un mecanismo diferente.

## Historia
En 1968, McCords y Fridovich descubrieron la enzima superóxido dismutasa (SOD) aislada desde los eritrocitos, que catalizaba la reacción:
2O2-(O2· + O2·) + 2H+ → H2O2 + O2
La existencia de la superóxido dismutasa implicó el reconocimiento inmediato de la existencia fisiológica del radical superóxido, basado en la teleología de que la enzima implica la existencia del sustrato.

## Reacción
La dismutación catalizada por SOD del superóxido puede representarse como las siguientes semireacciones:
- M(n+1)+ − SOD + O2− → Mn+ − SOD + O2
- Mn+ − SOD + O2− + 2H+ → M(n+1)+ − SOD + H2O2.

donde M = Cu (n=1) ; Mn (n=2) ; Fe (n=2) ; Ni (n=2).
En esta reacción el estado de oxidación del catión metálico oscila entre n y n+1.

## Tipos

### General
Existen varias formas comunes de SOD: son proteínas con cofactores como cobre, zinc, manganeso, o hierro.
- El citosol de prácticamente todas las células eucariotas contiene una enzima SOD con cobre y zinc (Cu-Zn-SOD). (Por ejemplo, la Cu-Zn-SOD disponible comercialmente es purificada normalmente de eritrocitos de bovinos: PDB 1SXA Archivado el 29 de marzo de 2008 en Wayback Machine., EC 1.15.1.1). La enzima de Cu-Zn es un homodímero de peso molecular 32,5 kDa. Las dos subunidades están unidas por interacciones hidrofóbicas y electrostáticas. Los ligandos de cobre y zinc son cadenas laterales de histidina.
- Mitocondrias de hígado de pollo (y casi todos los demás) y muchas bacterias (e.g. E. coli) contienen una forma con manganeso (Mn-SOD). (Por ejemplo la Mn-SOD que se encuentra en las mitocondrias humanas: PDB 1N0J (enlace roto disponible en Internet Archive; véase el historial, la primera versión y la última)., EC 1.15.1.1). Los ligandos de los iones de manganeso son tres cadenas laterales de histidina, una de aspartato y una molécula de agua o un ligando hidroxilo dependiendo del estado de oxidación del Mn (II y III respectivamente).
- E. coli y muchas otras bacterias contienen una forma de la enzima con hierro (Fe-SOD); algunas bacterias contienen Fe-SOD, otras Mn-SOD, y algunas contienen ambas. (Para la E. coli Fe-SOD: PDB 1ISA Archivado el 29 de marzo de 2008 en Wayback Machine., EC 1.15.1.1). Los sitios activos de las superóxido dismutasas de Mn y Fe contienen el mismo tipo de cadenas laterales de aminoácidos.

### Especie Humana
En humanos existen tres formas de superóxido dismutasa. SOD1 se encuentra en el citoplasma, SOD2 en las  mitocondrias y SOD3 en el líquido extracelular. La primera es un dímero (consiste en dos subunidades), mientras que las otras son tetrámeros (cuatro subunidades). SOD1 y SOD3 contienen cobre y zinc, mientras que SOD2 tiene manganeso en su centro reactivo. Los genes se encuentran localizados en los cromosomas 21, 6 y 4, respectivamente (21q22.1, 6q25.3 y 4p15.3-p15.1).
Hay disponibles placas para ensayos de microtitulación de SOD.

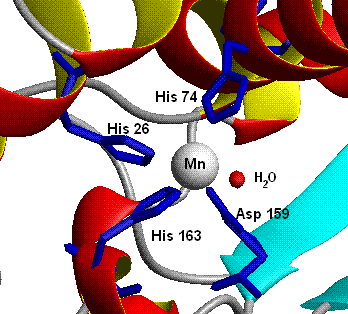
Estructura del sitio activo de la superóxido dismutasa 2 humana.

## Bioquímica
La SOD protege a la célula de las reacciones dañinas del superóxido. La reacción de superóxido con especies no radicales no es permitida por spin según las reglas de selección.  En sistemas biológicos esto significa que sus principales reacciones son consigo mismo (dismutación) o con otro radical biológico como el óxido nítrico (NO). El anión radical de superóxido (O2-) espontáneamente dismuta a O2 y peróxido de hidrógeno (H2O2) de forma bastante rápida (~105 M-1 s-1 a pH 7). SOD es biológicamente necesaria porque el superóxido reacciona aún más rápido con algunos blancos como el radical de NO, que forma peroxinitrito. De forma similar, la tasa de dismutación es de segundo orden con respecto a la concentración inicial de superóxido. Aunque la vida media del superóxido es muy corta en concentraciones muy elevadas (e.g. 0,05 segundos a 0,1mM) es bastante larga en bajas concentraciones (e.g. 14 horas a 0,1 nM). En contraste, la reacción de superóxido con SOD es de primer orden con respecto a la concentración de superóxido. Además, la SOD tiene el mayor número de recambio (tasa de reacción con su sustrato) de ninguna enzima conocida (~109 M-1 s-1), esta reacción está solamente limitada por la frecuencia de colisiones de la enzima con el superóxido. Es decir, la tasa de reacción está limitada por la difusión.

## Fisiología
Superóxido es una de las principales especies reactivas del oxígeno en la célula y la SOD tiene un papel fundamental como superoxidante, y catalizador de los radicales libres. La importancia fisiológica de la SOD es ilustrada por las severas patologías que se evidencian en ratones genéticamente modificados para que carezcan de esta enzima. Los ratones sin SOD2 mueren a los pocos días de nacer por estrés oxidativo masivo. Los ratones sin SOD1 desarrollan una gran variedad de patologías, incluyendo hepatocarcinoma, una acelerada pérdida de masa muscular relacionada con la edad, una temprana incidencia de cataratas y una esperanza de vida reducida. Los ratones carentes de SOD3 no muestran deficiencias obvias y tienen una esperanza de vida normal.

## Papel en las enfermedades

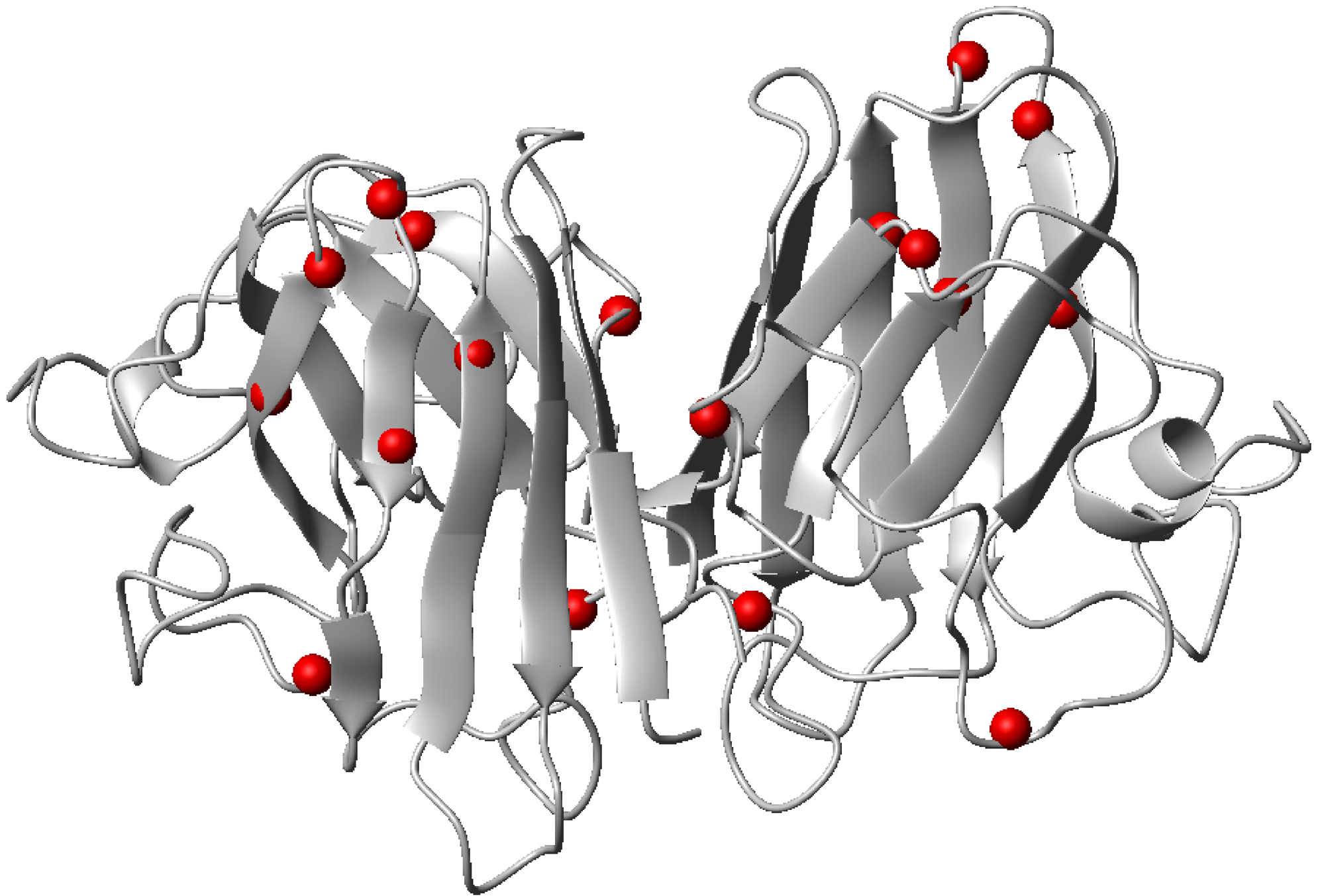
Localización de algunas de las mutaciones de la SOD1 relacionadas con la esclerosis lateral amiotrófica según Banci et al, 2008.

A fecha de mayo de 2010 se han encontrado 248 mutaciones en las SOD. De ellas, Las mutaciones en la primera enzima SOD (SOD1) se han relacionado con la esclerosis lateral amiotrófica (ELA). Las otras dos tipos de enzimas no se han relacionado con ninguna patología conocida, sin embargo en ratones la inactivación de SOD2 provoca la muerte perinatal e inactivación de SOD1 causa hepatocarcinoma. Las mutaciones en SOD1 pueden provocar ELA a través de un mecanismo que aún no es comprendido, pero que no se debe a una pérdida de la actividad enzimática. La sobreexpresión de SOD1 se ha relacionado con el síndrome de Down.
El medicamento "Orgotein" contiene superóxido dismutasa purificada de hígado bovino.

## Uso en cosméticos
La SOD es usada en productos cosméticos para reducir el daño de los radicales libres a la piel, por ejemplo para reducir la fibrosis que se produce como consecuencia de la radioterapia. Estos estudios deben ser considerados como tentativos ya que no ha habido controles adecuados en los estudios, incluyendo la falta de ensayos de aleatoriedad, doble ciego o placebo. Se cree que la superóxido dismutasa es capaz de revertir la fibrosis, posiblemente a través de la reversión de los miofibroblastos de nuevo a fibroblastos.